# Le Faux Magistrat
Le Faux Magistrat és una pel·lícula de Louis Feuillade, estrenada el 1914. Aquesta és la cinquena d'una sèrie de 5 pel·lícules.

## Sinopsi
A Saint-Calais, els diamants de la marquesa de Tergall van ser robats per Paulet i Ribonard, dos apatxes de la colla dels Fantômas. Mentrestant, Fantômas s'escapa de la presó de Louvain, assassina el jutge Pradier i usurpa la seva identitat al jutjat de Saint-Calais on se li confia l'arxiu d'investigació del robatori.
Però el que no sap Fantômas és que la seva fugida va ser organitzada per l'inspector Juve...

## Distribució
- Georges Melchior: Jérôme Fandor, periodista de "La Capitale"
- René Navarre: Fantômas / el jutge instructor Charles Pradier
- Edmond Bréon: inspector Juve / delegat de l'administració penitenciaria austríaca
- Mesnery: el marquès Maxime de Tergall
- Laurent Morléas: els apache Paulet, anomenat Baby
- Jean-François Martial: Apache Ribonard, l'home penjat de la campana
- Germaine Pelisse: la marquesa Antoinette de Tergall
- Suzanne Le Bret: Rosa, la minyona de Tergall / Mirette, la mestressa del nadó
- Hugues Mitchell: Clerk Croupan
- Renée Carl: Lady Beltham
- Jane Faber: Princesa Danidoff